# Five (Tony Banks)
Five is een studioalbum met klassieke muziek van Tony Banks. Het volgde op Seven: A Suite for Orchestra uit 2004 en Six Pieces for Orchestra uit 2012. Banks wilde nog wel voorkomen dat een vervolgserie leek te ontstaan, maar moest er toch aan toegeven, aldus het boekwerkje.
Het album ontstond als gevolg van het muziekstuk Arpegg, dat hij in 2014 schreef voor een muziekfestival in Cheltenham. Die muziek zou hij later nog bewerken naar de openingstrack op het album Prelude to a million years. Die titel is afkomstig van een van de romans van Lynd Ward, een van de favoriete schrijvers van Banks. De vorige twee albums met klassieke muziek verschenen bij het budgetplatenlabel Naxos, Banks wist voor dit album BMG over te halen. Alle composities kwamen tot stand van achter de piano. Er werden demo’s gemaakt en er vonden heropnamen plaats. Die opnamen in Praag lieten het Nationaal Symfonieorkest van Tsjechië (en bijbehoren koor) horen in plaats van het Praags Filharmonisch Orkest zoals bij de vorige albums. Nick Ingman gaf er leiding aan en maakte ook de arrangementen aan de hand van Banks demo’s. De opnamen werden dit maal opgebouwd. Muziek- voor muziekgroep nam hun gedeelte op en later werd alles bijeen gemixt. Banks vond dat hij op die manier meer invloed kon uitoefenen richting de door hem gewenste resultaat. Zo vonden de opnamen van de solisten, de harpiste en percussie plaats in de Angel Studio’s in Londen en de pianopartijen bij Banks thuis. Het orkest ging aan de slag in de geluidsstudio van het symfonieorkest.
Het album zou al in december 2017 verschijnen, maar werd uitgesteld tot 23 februari 2018 zodat BMG in de gelegenheid was iets meer promotie te geven voor het album. De platenhoes kwam de hand van Stefan Knapp. Het muziekblad Billboard hoorde in de muziek fragmenten terug, die Banks eerder schreef voor Genesisnummers.

## Musici
- Tony Banks – piano, celesta
- Nationaal Symfonieorkest van Tsjechië en koor onder leiding van Nick Ingman
- John Barclay – cornet, trompet (tracks 2 en 3)
- Martin Robertson – saxofoon (tracks 3 en 5), duduk (track 5)
- Frank Ricotti – percussie
- Skaila Kanga (vermeld als Skaila Kenga) – harp

## Muziek
Het album heeft de opbouw van een suite.

| Nr. | Titel                             | Duur  |
| --- | --------------------------------- | ----- |
| 1.  | Five (Prelude to a million years) | 15:34 |
| 2.  | Five (Reveille)                   | 8:58  |
| 3.  | Five (Ebb and flow)               | 12:49 |
| 4.  | Five (Autumn sonata)              | 10:16 |
| 5.  | Five (Renaissance)                | 10:14 |